# (9925) 1981 EU24
(9925) 1981 EU24 (1981 EU24, 1988 VX13, 1997 RG7) — астероїд головного поясу, відкритий 2 березня 1981 року.
Тіссеранів параметр щодо Юпітера — 3,314.